# Seume-Haus

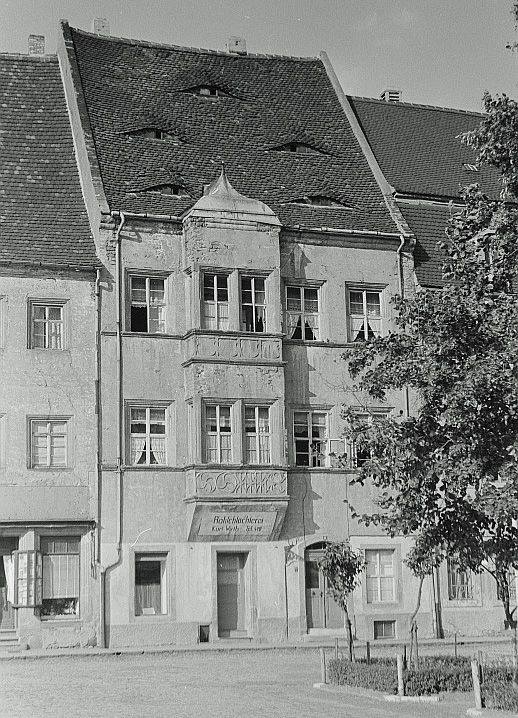
Seume-Haus in Grimma (Aufnahme 1952)

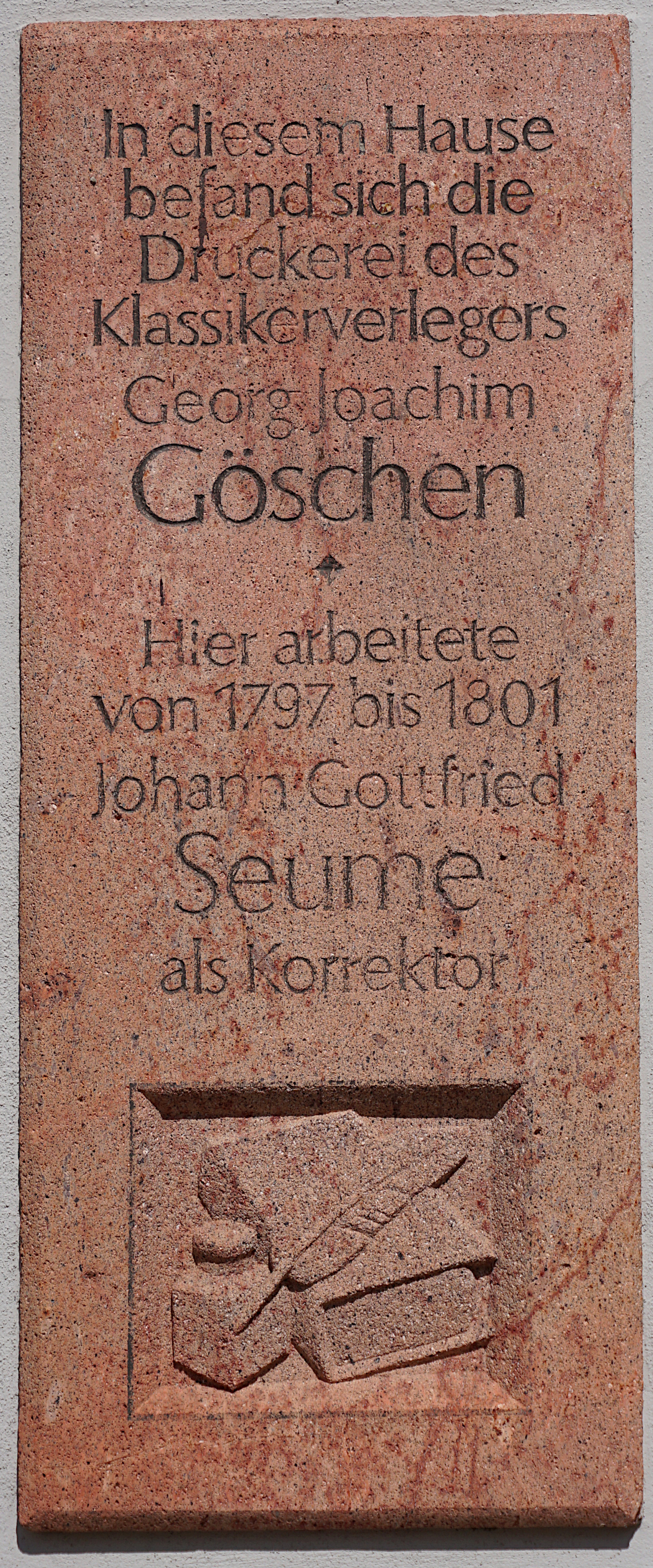
Erinnerungstafel am Seume-Haus in Grimma

Das Seume-Haus in Grimma, Markt 11 ist das einzige erhaltene Gebäude, in dem der Dichter Johann Gottfried Seume lebte und arbeitete, letzteres als Korrektor für seinen Verleger Georg Joachim Göschen.

## Geschichte
Hier befand sich die Druckerei, wo Seume als Göschens Korrektor wirkte. Die Ausstellungsstücke erinnern daran. Von hier aus machte sich Seume 1801 auf seinen berühmten Spaziergang nach Syrakus. Im Eingangsbereich steht eine Statue Seumes mit Tornister und Wanderstock, was an diesen Vorgang erinnert. Das Gebäude stammte aus dem 16. Jahrhundert und besitzt Wandmalereien und Inschriften aus dem Jahre 1632, die bei Restaurierungsarbeiten aufgetaucht sind. Auffallend ist auch der Erker des dreigeschossigen Renaissancebaus.
Auch dieses Gebäude hatte Schäden durch Hochwasser wie dem von 2002. Das war auch vom Hochwasser Mai/Juni 2013 der Fall, in dessen Folge die freistehende Hochwasserschutzmauer mit verschließbaren Toranlagen und eine unterirdische Dichtwand als Bohrpfahlwand an der Mulde errichtet wurden.
Auffällig sind die flach gewölbten Gaupen auf dem mit Biberschwänzen gedeckten dreigeschossigen Dach. Erhalten geblieben ist auch eine Probedruckpresse der Göschen’schen Druckerei, die aber sich nun im Göschenhaus befindet.

## Bedeutung
Das Seume-Haus ist ein Kulturgut von europäischem Rang. Hier wurden Werke u. a. von Christoph Martin Wieland, Friedrich Gottlieb Klopstock, Friedrich Schiller, ja sogar von Johann Wolfgang Goethe verlegt und gedruckt. Umso bedauerlicher ist es, dass dieses Museum dem Sparzwang zum Opfer gefallen ist und der Öffentlichkeit somit der Zugang verwehrt wird. Der Förderverein „Arethusa“ vermochte dieses nicht zu kompensieren.
Das Seume-Haus steht auf der Liste der Kulturdenkmale in Grimma (Le–Z). Es steht außerdem auf der Roten Liste Kultur.